# Unison
Unison — утилита для синхронизации файлов, написанная на языке OCaml. Она позволяет синхронизировать две копии файлов, на локальном компьютере или на двух разных хостах, обновляя каждую копию в зависимости от произведённых изменений.
- Unison работает под Unix-подобными операционными системами и под Windows. Он также может работать с разными платформами одновременно, например, синхронизируя файлы между Windows-ноутбуком и Unix-сервером.
- В отличие от простых утилит для создания зеркал и резервных копий, Unison умеет работать с изменениями в обеих копиях файлов. Неконфликтующие изменения могут вноситься автоматически, а конфликтующие определяются и отображаются для ручного разрешения.
- Unison работает между любыми компьютерами, соединёнными между собой глобальной или локальной сетью, через сокет или зашифрованное соединение. Он приемлемо работает на медленных PPP-соединениях. Передача небольших изменений в больших файлах оптимизируется протоколом, похожим на rsync.
- Unison также позволяет восстановить копии файлов после обрыва связи или некорректного завершения работы.